# Sage (software)
Sage je multiplatformní software umožňující výpočty v mnoha matematických oborech včetně algebry, kombinatoriky, numerické matematiky a kalkulu.
Jeho první verze byla vydána 24. února 2005 jako svobodný software pod licencí GNU GPL. Sage je zamýšlen jako „otevřená alternativa k systémům Magma, Maple, Mathematica a MATLAB“. Hlavní vývojář systému Sage, William A. Stein, je matematik na Washingtonské universitě.
Systému je často přezdíváno sagemath, protože samotné slovo sage má v angličtině i jiné významy.